# Степове (Фастівський район)

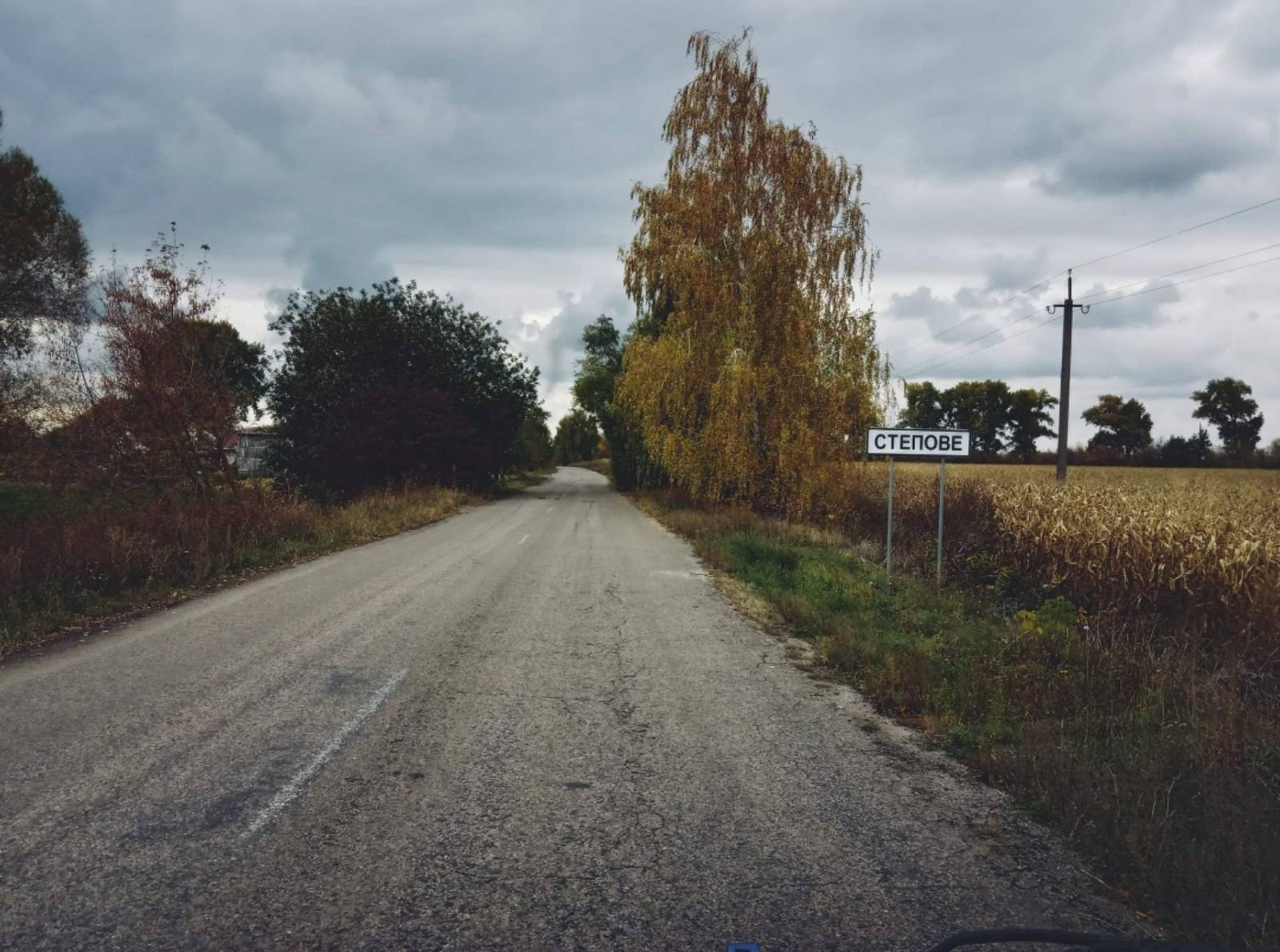
Селище Степове, осінь 2019

Степове́ — селище в Україні, у Фастівському районі Київської області. Населення становить 118 осіб.
Засноване 1932 року як відділок радгоспу Кожанського цукрокомбінату. Взято на облік із присвоєнням назви та категорії 27 лютого 1969 року Новоселицької сільської ради Попільнянського району Житомирської області.
29 грудня 1981 року виданий Указ Президії Верховної Ради Української РСР "Про передачу селища Степове Житомирської області до складу Київської області", відповідно до якого селище Степове Новоселицької сільради Попільнянського району Житомирської області разом з його землями в кількості 859 гектарів передане до складу Фастівського району Київської області і відповідно змінено межі Житомирської та Київської областей.

## Географія
У селі бере початок річка Новосілка, ліва притока Роставиці.
У селі залишився один ставок, у народі відомий як "Третій"
Ще є маленький стадіон.